# Валлин, Отто
Эйнар Отто Валлин (швед. Einar Otto Vallin), род. 21 ноября 1990, Сундсвалль, Швеция) — шведский боксёр-профессионал, выступающий в тяжёлой весовой категории. Трёхкратный чемпион национального чемпионата Швеции в любителях. Среди профессионалов бывший чемпион по версии WBA Continental (2017) и чемпион Европейского союза по версии EBU-EU (2018—2021) в тяжёлом весе.
Лучшая позиция по рейтингу BoxRec — 5-я (ноябрь 2023) и являлся 1-м среди шведских боксёров тяжёлой весовой категории, а по рейтингам основных международных боксёрских организаций на июль 2024 года занимал: 15-ю строку рейтинга WBC, 11-ю строку рейтинга IBF, — входя в ТОП-15 лучших тяжеловесов всего мира.

## Биография
Отто Валлин родился 21 ноября 1990 года в городе Сундсвалль в Швеции.

## Любительская карьера
Боксом начал заниматься в 15 лет, а до этого увлекался футболом и хоккеем. Отто трижды побеждал на национальном чемпионате Швеции в тяжёлом весе, и принимал участие на нескольких международных турнирах. В течение любительской карьеры провёл 46 официальных боёв, из них одержал 34 победы.
В апреле 2012 года в Трабзоне (Турция) участвовал в Европейском лицензионном турнире на котором разыгрывались именные путевки на предстоящие Олимпийские игры в Лондоне, где в 1/8 финала соревнований досрочно нокаутом проиграл опытному румыну Михаю Нистору.

## Профессиональная карьера
В 22-летнем возрасте принял решение перейти в профессионалы. И 15 июня 2013 года Валлин провёл дебютный бой на профессиональном ринге, победив нокаутом в 1-м раунде казахстанского боксёра Романа Чёрного.

### Спарринги с Энтони Джошуа
Некоторое время Валлин был спаринг-партнёром в тренировочном лагере бывшего чемпиона мира британца Энтони Джошуа, проведя с ним 200 раундов спарринга и доставив ему некоторые проблемы.

### Бой с Джанлукой Мандрасом
22 апреля 2017 года Отто Валлин досрочно победил техническим нокаутом в 5-м раунде 33-летного опытного итальянца Джанлуку Мандраса, став обладателем регионального титула чемпиона по версии WBA Continental — завоевав свой первый титул на профиринге.

### Бой с Адрианом Гранатом
21 апреля 2018 года Валлин единогласным решением судей (счёт: 118–110, 117–111, 117–112) победил опытного соотечественника Адриана Граната, и завоевал вакантный титул чемпиона Европейского союза по версии EBU-EU в тяжёлом весе.

### Бой с Тайсоном Фьюри
В августе 2019 года стало известно, что 14 сентября 2019 года на Ти-Мобайл Арена в Лас-Вегасе (США) Валлин проведёт бой против бывшего чемпиона мира британца Тайсона Фьюри.
Бой выдался драматичный. В начале боя у шведского левши проходили левые прямые удары в голову Фьюри, и в 3-м раунде возле правого глаза Фьюри образовалось опаснейшее рассечение, причём именно после пропущенного удара. Расстроенный британец выглядел невнятно, швед продолжал атаковать. У Фьюри появилось второе рассечение и запахло сенсацией, ибо в 6-м раунде рефери остановил бой и пригласил врача (который вполне мог бы остановить бой). Но врач дал добро на продолжение боя, и Фьюри поняв, что близок к катастрофе, принялся атаковать. Британец слегка потряс Валлина правым прямым в 7-м раунде, завладел инициативой, измотал оппонента в клинчах и в 9-й трёхминутке швед был на грани падения. Фьюри пытался победить досрочно, но и сам в финальном раунде пропустил опасный удар и немного поплыл, но Валлину не хватило сил чтобы добить британца. В результате единогласным решением судей победил Фьюри (счёт судей: 112–116, 111–117, 110–118).
После этого боя промоутер Отто Валлина — Дмитрий Салита, уверенно заявил, что несмотря на поражение от Тайсона Фьюри, его подопечный заслужил войти в число ведущих бойцов дивизиона.

### Бой с Домиником Бризилом
20 февраля 2021 года в 12-ти раундовом бою единогласным решением судей (счёт: 118–110, 117–111, 116–112) победил опытного американца Доминика Бризила. Согласно статистике CompuBox, в этом бою Валлин превзошел соперника по количеству точных ударов более чем в два раза — 232 против 91.

### Бой с Камилем Соколовским
5 февраля 2022 года в Кардиффе (Великобритания), в конкурентном бою, решением судьи (счёт: 79–74) победил опытного польского джорнимена Камиля Соколовского.

### Бой с Райделлом Букера
26 мая 2022 года в Дирборне (США) единогласным решением судей (счёт: 100–90, 99–91 — дважды) победил возрастного американского гейткипера Райделла Букера.

### Бой с Хелеманом Олгуином
27 января 2023 года в Виндхаме (Нью-Гэмпшир, США) вышел на ринг против малоизвестного джорнимэна Хелемана Олгуина. Валлин победил единогласным решением судей: 80–72, 80–72, 79–73.

##### Претендентский бой с Муратом Гассиевым
30 сентября 2023 года в Турции прошел рейтинговый отборочный поединок за второе место в рейтинге IBF в супертяжёлом весе между бывшим объединённым чемпионом мира Муратом Гассиевым и Отто Валлиным. Поединок предсказуемо стартовал с прессинга Гассиева, пошедшего на Валлина, перекрывшись высоким блоком. Швед же сделал ставку на передвижение и активную работу передней рукой. Гассиев больше шел вперед и наносил более акцентированные удары, а Валлин выбрасывал больше ударов и хорошо двигался, не позволяя Гассиеву развивать атаки. И пожалуй самый опасный эпизод боя произошел в шестом раунде, когда Валлину удалось потрясти Гассиева встречным ударом. В итоге двое судей отдали победу Валлину с одинаковым счетом 115–113, а третий выставил счет 117–111 в пользу Гассиева.

#### Бой с Энтони Джошуа
Провел бой с бывшим объединённым чемпионом Энтони Джошуа 23 декабря 2023 года, в рамках крупного боксерского шоу в Эр-Рияде Саудовская Аравия. После пятого отрезка Валлин отказался от продолжения боя.

### Бой с Онориоде Эхвариэме
26 июля 2024 года в Атлантик-Сити вернулся после прошлогоднего досрочного поражения от экс-чемпиона мира Энтони Джошуа. Его соперником в восьмираундовом поединке стал 36-летний нигериец Онориоде Эхвариеме. Бой продолжался 40 секунд, Валлин левым боковым отправил нигерийца в нокаут.

### Бой с Дереком Чисорой
8 февраля 2025 года в Манчестере (Англия) проиграл бой 41-летнему рейтинговому супертяжеловесу Дереку Чисоре. Изначально планировалось что соперником Чисоры станет другой рейтинговый тяж 36-летний Джеррелл Миллер, но у него возникли проблемы и последующий суд с промоутером Дмитрием Салитой. На протяжении всего боя Валлин боксировал пассивно отдав инициативу идущему вперёд британскому ветерану который в бою получил два рассечения под каждым глазом и на скуле. Концовка боя оказалась зрелищной: в самом начале 9-го раунда Валлин оказался в нокдауне, но смог вырвать у уставшего британца 10-й и 11-й раунд. В финальной трехминутке Валлин снова оказывается на настиле. Счёт двоих судей: 117–109, 116–110, а третий выставил неожиданно близкие 114–112 все в пользу Чисоры.

## Статистика профессиональных боёв
В таблице перечислены результаты всех поединков боксёров.
В каждой строке указан результат поединка. Дополнительно номер поединка обозначен цветом, который обозначает итог поединка. Расшифровка обозначений и цветов представлена в нижеследующей таблице.
| Пример | Расшифровка                     |
| ------ | ------------------------------- |
|        | Победа                          |
|        | Ничья                           |
|        | Поражение                       |
|        | Планируемый поединок            |
|        | Поединок признан несостоявшимся |
| КО     | Нокаут                          |
| ТКО    | Технический нокаут              |
| PTS    | Решение судей (по очкам)        |
| UD     | Единогласное решение судей      |
| MD     | Решение большинства судей       |
| SD     | Раздельное решение судей        |
| RTD    | Отказ от продолжения боя        |
| DQ     | Дисквалификация                 |
| NC     | Поединок признан несостоявшимся |

| 31 поедин, 27 побед (15 нокаутом), 3 поражения, 1 несостоявшийся. | 31 поедин, 27 побед (15 нокаутом), 3 поражения, 1 несостоявшийся. | 31 поедин, 27 побед (15 нокаутом), 3 поражения, 1 несостоявшийся. | 31 поедин, 27 побед (15 нокаутом), 3 поражения, 1 несостоявшийся. | 31 поедин, 27 побед (15 нокаутом), 3 поражения, 1 несостоявшийся. | 31 поедин, 27 побед (15 нокаутом), 3 поражения, 1 несостоявшийся. | 31 поедин, 27 побед (15 нокаутом), 3 поражения, 1 несостоявшийся.                                                      |
| Бой                                                               | Рекорд                                                            | Дата                                                              | Соперник                                                          | Место проведения боя                                              | Результат                                                         | Примечание |
| ----------------------------------------------------------------- | ----------------------------------------------------------------- | ----------------------------------------------------------------- | ----------------------------------------------------------------- | ----------------------------------------------------------------- | ----------------------------------------------------------------- | --- |
| 31                                                                | 27-3                                                              | 8 февраля 2025                                                    | Дерек Чисора (35-13)                                              | Co-op Live Arena, Манчестер, Великобритания                       | UD 12                                                             | Счёт судей: 117-109, 114-112, 116-110. Отборочный поединок по версии IBF. Валлин в 9 и 12 раунде в нокдауне.           |
| 30                                                                | 27-2                                                              | 26 июля 2024                                                      | Онориоде Эхвариэме (20-4)                                         | Атлантик-Сити, Нью-Джерси, США                                    | KO 1 (8)                                                          | |
| 29                                                                | 26-2                                                              | 23 декабря 2023                                                   | Энтони Джошуа (26-3)                                              | Kingdom Arena, Эр-Рияд, Саудовская Аравия                         | RTD 5 (12), 3:0                                                   | |
| 28                                                                | 26-1                                                              | 30 сентября 2023                                                  | Мурат Гассиев (30-1)                                              | Белек, Турция                                                     | SD 10                                                             | Счёт: 113-115 (дважды), 117-111.                                                                                       |
| 27                                                                | 25-1                                                              | 27 января 2023                                                    | Хеламан Олгуин (9-4-1)                                            | Castleton Banquet & Conference Center, Виндхэм, Нью-Гэмпшир, США  | UD 8                                                              | Счёт: 79-73, 80-72 (дважды).                                                                                           |
| 26                                                                | 24-1                                                              | 26 мая 2022                                                       | Райделл Букер (26-5-1)                                            | Ford Community Center, Дирборн, Мичиган, США                      | UD 10                                                             | Счёт: 100-90, 99-91 (дважды).                                                                                          |
| 25                                                                | 23-1                                                              | 5 февраля 2022                                                    | Камиль Соколовский (11-24-2)                                      | Motorpoint Arena, Кардифф, Уэльс, Великобритания                  | PTS 8                                                             | Счёт: 79-74. |
| 24                                                                | 22-1                                                              | 20 февраля 2021                                                   | Доминик Бризил (20-2)                                             | Мохеган-сан, Анкасвилл, Коннектикут, США                          | UD 12                                                             | Счёт: 118-110, 117-111, 116-112.                                                                                       |
| 23                                                                | 21-1                                                              | 15 августа 2020                                                   | Трэвис Кауффман (32-3)                                            | Мохеган-сан, Анкасвилл, Коннектикут, США                          | TKO 5 (10), 2:32                                                  | Кауффман повредил левое плечо и не смог продолжать бой.                                                                |
| 22                                                                | 20-1                                                              | 14 сентября 2019                                                  | Тайсон Фьюри (28-0-1)                                             | Ти-Мобайл Арена, Лас-Вегас, Невада, США                           | UD 12                                                             | Счёт судей: 112-116, 111-117, 110-118.                                                                                 |
| 21                                                                | 20-0                                                              | 13 апреля 2019                                                    | Ник Киснер (21-4-1)                                               | Boardwalk Hall, Атлантик-Сити, Нью-Джерси, США                    | NC 1 (10), 3:00                                                   | Бой признан несостоявшимся из-за сильного рассечения у Киснера, вызванного случайным ударом головами в 1-м раунде.     |
| 20                                                                | 20-0                                                              | 21 апреля 2018                                                    | Адриан Гранат (15-1)                                              | Йердехов, Сундсвалль, Швеция                                      | UD 12                                                             | Счёт: 118-110, 117-111, 117-112. Завоевал вакантный титул чемпиона Европейского союза по версии EBU-EU в тяжёлом весе. |
| 19                                                                | 19-0                                                              | 27 января 2018                                                    | Срджан Говедарица (6-5)                                           | Арена Рига, Рига, Латвия                                          | KO 3 (8), 1:01                                                    | |
| 18                                                                | 18-0                                                              | 22 апреля 2017                                                    | Джанлука Мандрас (12-4)                                           | Sundsvalls Sporthall, Сундсвалль, Швеция                          | TKO 5 (10), 1:18                                                  | Завоевал вакантный титул чемпиона по версии WBA Continental в тяжёлом весе.                                            |
| 17                                                                | 17-0                                                              | 3 декабря 2016                                                    | Рафаэл Зумбано (39-13-1)                                          | Арена Армеец, София, Болгария                                     | UD 10                                                             | Счёт: 100-83, 100-90, 99-90.                                                                                           |
| 16                                                                | 16-0                                                              | 10 сентября 2016                                                  | Озборн Мачимана (21-8-2)                                          | Hovet, Стокгольм, Швеция                                          | UD 8                                                              | Счёт: 79-74, 80-72 (дважды).                                                                                           |
| 15                                                                | 15-0                                                              | 23 апреля 2016                                                    | Иринеу Беату Коста Джуниор (19-6)                                 | Hovet, Стокгольм, Швеция                                          | TKO 3 (8), 0:35                                                   | |
| 14                                                                | 14-0                                                              | 19 декабря 2015                                                   | Самир Куртажич (12-7)                                             | Rosvalla Arena, Нючёпинг, Швеция                                  | UD 6                                                              | |
| 13                                                                | 13-0                                                              | 19 сентября 2015                                                  | Владимир Гончаров (5-1)                                           | Rosvalla Arena, Нючёпинг, Швеция                                  | UD 6                                                              | |
| 12                                                                | 12-0                                                              | 20 июня 2015                                                      | Алексей Мазикин (14-11-2)                                         | Ballerup Super Arena, Баллеруп, Дания                             | KO 2 (8), 2:26                                                    | |
| 11                                                                | 11-0                                                              | 2 мая 2015                                                        | Бека Лобжанидзе (6-1)                                             | Frederiksberghallen, Копенгаген, Дания                            | KO 4 (8), 0:52                                                    | |
| 10                                                                | 10-0                                                              | 14 марта 2015                                                     | Давид Гегешидзе (9-7-1)                                           | Ballerup Super Arena, Баллеруп, Дания                             | TKO 2 (8), 2:32                                                   | |
| 9                                                                 | 9-0                                                               | 6 декабря 2014                                                    | Ивица Перкович (20-25)                                            | Große EWE Arena, Ольденбург, Германия                             | RTD 4 (8), 3:00                                                   | |
| 8                                                                 | 8-0                                                               | 29 ноября 2014                                                    | Вжекослав Бажич (8-7)                                             | Falkoner Center, Фредериксберг, Дания                             | TKO 2 (8), 3:00                                                   | |
| 7                                                                 | 7-0                                                               | 30 августа 2014                                                   | Максим Педюра (14-6-1)                                            | Gerry Weber Stadion, Халле, Германия                              | TKO 4 (6), 2:50                                                   | |
| 6                                                                 | 6-0                                                               | 15 февраля 2014                                                   | Ладислав Коварик (10-15)                                          | MusikTeatret, Альбертслунн, Дания                                 | TKO 4 (4), 1:00                                                   | |
| 5                                                                 | 5-0                                                               | 25 января 2014                                                    | Ференц Змалек (12-39-3)                                           | Hanns-Martin-Schleyer-Halle, Штутгарт, Германия                   | PTS 4                                                             | |
| 4                                                                 | 4-0                                                               | 23 ноября 2013                                                    | Томаш Мразек (7-43-6)                                             | Stechert Arena, Бамберг, Германия                                 | PTS 4                                                             | |
| 3                                                                 | 3-0                                                               | 26 октября 2013                                                   | Габор Фаркас (6-28-6)                                             | EWE Arena, Ольденбург, Германия                                   | TKO 3 (4), 2:53                                                   | |
| 2                                                                 | 2-0                                                               | 7 сентября 2013                                                   | Валерий Семискур (19-28-1)                                        | Arena Nord, Фредериксхавн, Дания                                  | TKO 2 (4), 0:55                                                   | |
| 1                                                                 | 1-0                                                               | 15 июня 2013                                                      | Роман Черней (1-0)                                                | NRGi Arena, Орхус, Дания                                          | TKO 1 (4), 2:57                                                   | |
| Бой                                                               | Рекорд                                                            | Дата                                                              | Соперник                                                          | Место проведения боя                                              | Результат                                                         | Примечание |